# Norma Bates
Norma Spool in Bates è un personaggio fittizio creato dallo scrittore Robert Bloch nel romanzo Psycho, ispirato probabilmente ad Augusta Gein, la madre del serial killer Ed Gein cui Bloch si è ispirato per scrivere Psycho.

## Biografia
Norma Spool era la madre di Norman Bates. Nata nel 1909, sposò John Bates con il quale successivamente (nel 1932), diede alla luce Norman. Nel 1937 però, John morì lasciando sola Norma con il figlio di appena cinque anni. Fu così che quest'ultima dovette crescere da sé Norman inculcandogli il concetto che tutte le donne, eccetto lei, fossero malvagie e niente altro che prostitute. Alla fine degli anni '40, Norma conobbe un uomo rendendo il figlio estremamente geloso. Questi la convinse a edificare il motel con una parte dei soldi del marito defunto per dare sia a lei sia successivamente al figlio Norman un lavoro fisso. Norma iniziò così a sfruttare il figlio facendolo lavorare ininterrottamente in maniera ingrata. Quest'ultimo così divenne ancora più geloso e astioso nei confronti della madre e del suo compagno a tal punto che non molto tempo dopo, all'incirca nel 1949, una sera, giunto al culmine dell'odio verso entrambi dopo averli visti insieme a letto nudi decise di avvelenarli con la stricnina che mescolò in una caraffa insieme a tè freddo. Pochi minuti dopo averlo bevuto, i due morirono.

## La doppia personalità del figlio
Norman però sentì ben presto la mancanza della madre e così decise di tenere il corpo imbalsamandolo e mettendo invece nella bara dei libri senza che nessuno sospettasse di nulla. Fu così che Norman conservò il corpo della madre nella propria camera e, per sfuggire al rimorso di averla uccisa, iniziò a darle metà della sua vita ovvero a parlare come lei, a pensare come lei e a vestirsi come lei. Ogni volta che qualcuno tentava di passare tra lei e il figlio, specialmente giovani ragazze, la madre furiosa si risvegliava in Norman eliminando tali persone con un coltello da macellaio. Quando il figlio ritornava in sé stesso, non ricordava alcuna cosa degli omicidi e, credendo fossero stati commessi dalla madre, per "coprirla" faceva sparire ogni traccia pulendo accuratamente e soprattutto si sbarazzava dei corpi mettendoli nelle loro macchine per poi farle affondare in uno stagno vicino a casa. Credendo che l'assassina di Marion Crane fosse sua madre, decise, sempre per "coprirla", di nasconderne il corpo mummificato nella cantina della casa accanto al motel.

## Filmografia
- Psycho IV (Psycho IV: The Beginning, film TV 1990), interpretata da Olivia Hussey
- Bates Motel (serie TV 2013-2017), interpretata da Vera Farmiga